# Verbraucher und Recht
Die juristische Fachzeitschrift Verbraucher und Recht (VuR) fasst seit 2005 monatlich relevante Informationen aus den Bereichen Finanzdienstleistung, Versicherung, Konsumentenkredit, Telekommunikation, Gesundheit, Europarecht und -politik, Insolvenzrecht sowie Reiserecht zusammen.
Die Zeitschrift will einen für die Praxis aufbereiteten und umfassenden Überblick über das europäische und deutsche Verbraucherrecht bieten und Wissen aus thematisch verstreuten Gebieten bündeln. Sie arbeitet mit den Verbraucherorganisationen Verbraucherzentrale Bundesverband e. V. (vzbv) und Bund der Versicherten (BdV) zusammen.
Herausgeber sind Sascha Borowski, Christoph Brömmelmeyer, Tobias Brönneke, Dörte Busch, Peter Derleder, Stefan Ernst, Carsten Föhlisch, Axel Halfmeier, Günter Hirsch, Günter Hörmann, Wolfhard Kohte, Arne Maier, Rainer Metz, Peter Rott, Martin Schmidt-Kessel, Hans-Peter Schwintowski, Astrid Stadler, Marina Tamm, Achim Tiffe, Klaus Tonner, Franziska Weber und Helga Zander-Hayat.
Schriftleiter der Zeitschrift sind Peter Rott und Arne Maier.